# 勒穆瓦纳枢机站
勒莫万枢机站（法語：Cardinal Lemoine）是巴黎地鐵的一個車站，位於巴黎五區。勒莫万枢机站開通於1931年4月26日，是巴黎地鐵10號線的車站。車站名稱來自於勒莫万枢机路。亨利四世中學位於勒莫万枢机站的附近。

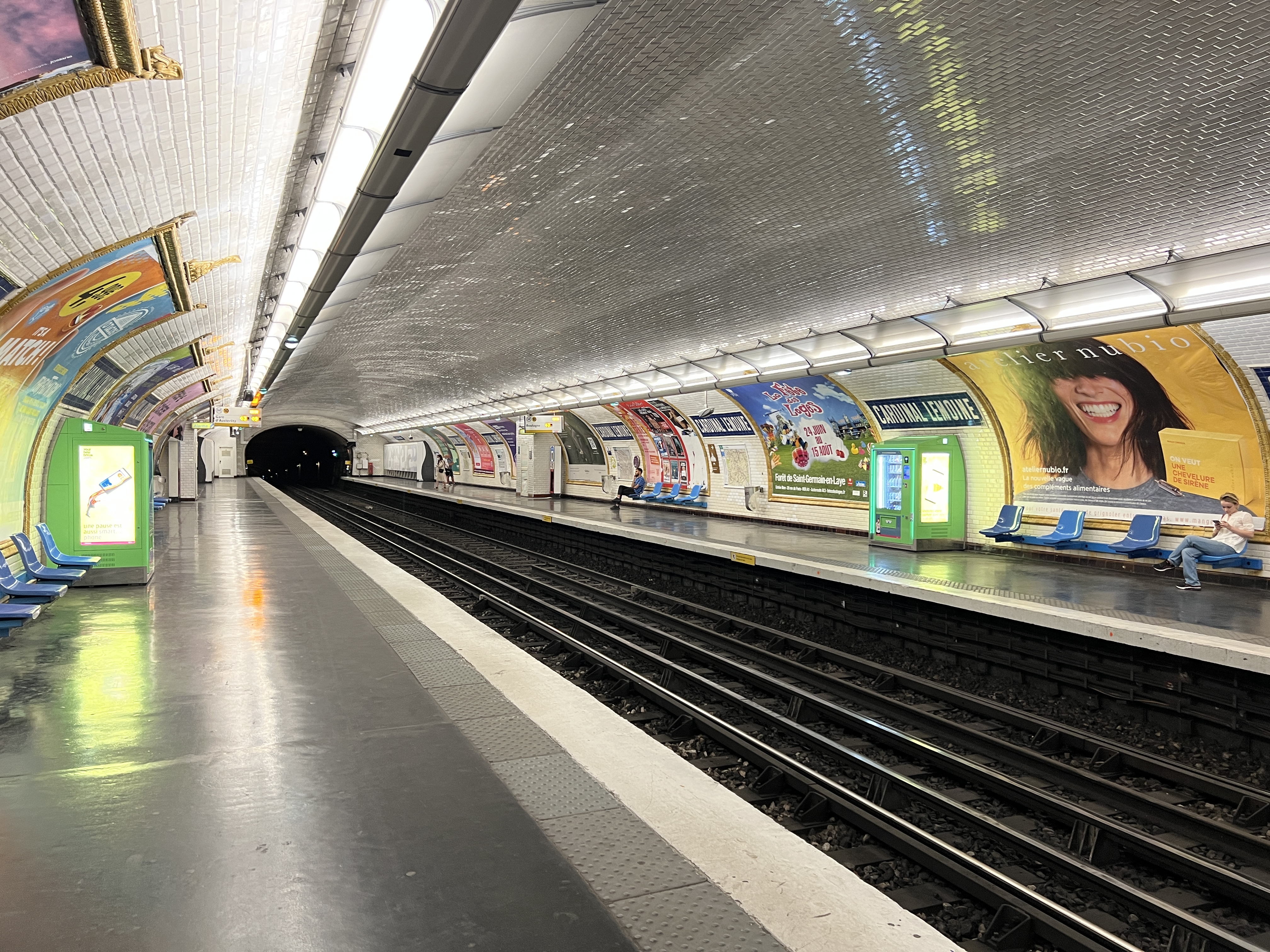
月台（2022年7月）

## 車站結構
| 街道層     |                    |                                      |
| B1         | 夾層               |                                      |
| 10號線月台 | 側式月台，右側開門 | 側式月台，右側開門                   |
| 10號線月台 | 西行               | 往布洛涅-聖克盧橋（莫貝-醫保互助會） |
| 10號線月台 | 東行               | 往奧斯特里茨站（于修）               |
| 10號線月台 | 側式月台，右側開門 |                                      |